# Christkönigskirche (Großsachsen)

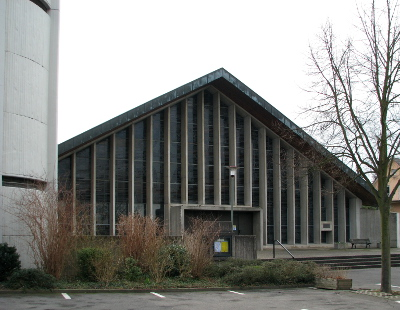
Christkönigskirche

Die Christkönigskirche ist eine katholische Kirche in Großsachsen, einem Ortsteil von Hirschberg an der Bergstraße im Rhein-Neckar-Kreis im Nordwesten Baden-Württembergs. Sie wurde zwischen 1963 und 1965 erbaut.

## Geschichte
Im Mittelalter war Großsachsen eine Filiale der Pfarrei im nördlichen Nachbarort Hohensachsen. Das Wormser Synodale von 1494 erwähnte eine eigene Kapelle in Großsachsen, die Maria Magdalena geweiht war. Als das südliche Nachbardorf Leutershausen eine selbständige Pfarrei erhielt, war sie auch für den Teil Großsachsens zuständig, der südlich des Apfelbachs lag, während der nördliche Teil bei Hohensachsen verblieb. 1556 führte Kurfürst Ottheinrich die Reformation in der Kurpfalz ein.
In der Folgezeit blieben die Katholiken in der Minderheit. 1802 gab es 182 Katholiken in Großsachsen, 1933 waren es 307. Nach dem Zweiten Weltkrieg stieg die Zahl durch Aufnahme von Vertriebenen auf 709 im Jahr 1950 an. Als dann in den 1960er Jahren noch ein Neubaugebiet geplant wurde, erging daher der Auftrag an das Erzbischöfliche Bauamt Heidelberg in Großsachsen eine Kirche zu bauen. Entworfen und geplant wurde sie von Manfred Schmitt-Fiebig. Nach dem ersten Spatenstich 1963 konnte die Christkönigskirche nach knapp zwei Jahren Bauzeit 1965 benediziert werden. Konsekriert wurde sie am 2. Oktober 1966. 2011 wurde die Kirche renoviert. Die Katholiken in Hirschberg gehören heute mit den Weinheimer Pfarreien zur Seelsorgeeinheit Weinheim-Hirschberg im Dekanat Heidelberg-Weinheim im Erzbistum Freiburg.

## Beschreibung

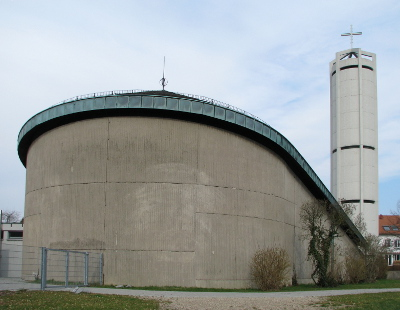
Rückansicht

Die Christkönigskirche steht an einem Hang über dem alten Ortskern. Der knapp 30 Meter hohe Kirchturm ist weithin sichtbar. Der im Grundriss kreisrunde, freistehende Turm ist mit einem Kreuz bekrönt. Die Kirche wurde im Stil der Zeit mit Sichtbeton ausgeführt. Sie erhebt sich über einem parabelförmigen Grundriss und schließt mit einem tiefgezogenen Satteldach an der Front.
Die Orgel wurde 1970 von Xaver Mönch & Söhne erbaut. Das Instrument hat 24 Register auf zwei Manualen und Pedal. Das Geläut besteht aus fünf Glocken, die 1980 die Glockengießerei Mark aus Brockscheid goss. Es ist mit dem Geläut der evangelischen Kirche abgestimmt.
| Name                   | kg    | Ton  |
| ---------------------- | ----- | ---- |
| Christkönigsglocke     | 1.300 | es′  |
| Marienglocke           | 800   | ges′ |
| Jakobusglocke          | 480   | b′   |
| Maria-Magdalena-Glocke | 280   | des′ |
| Josefsglocke           | 200   | es′  |